# Spindel (Heraldik)

Zwei silberne Spindeln (Grasbrunn DE)

Das Wappenbild Spindel ist in der Heraldik ein Heroldsbild, das sich aus der Raute ableitet. Es ist eine besonders schlanke Form der Wecke. Man bezeichnet diese auch als Spitzrauten (französisch fusée, englisch fusil), flächig spricht man gespindelt (fusilly).

## Gestaltung und Blasonierung
Die Spindel hat zwei sehr spitze gegenüberliegende und zwangsweise zwei sehr stumpfe Winkel. Der Übergang von Raute und Wecke zur Spindel ist fließend – wie immer zählt in der Heraldik der Wortlaut der Blasonierung, die Darstellung steht dem Wappenzeichner dann in Grenzen frei oder folgt der Tradition.
Je nach Lage der spitzen Winkel wird das Wappenbild beschrieben. Sind die Spitzen zum Schildhaupt gerichtet, so ist der Schild senkrecht gespindelt (im Allgemeinen der vorausgesetzte Normalfall, die Spindel hängt oder steht senkrecht am Spinnrad). Liegen die Spindeln mit den Spitzen nach rechts und links, so ist es waagerecht oder liegend gespindelt. Das gilt auch für das Wappenfeld. Sinngemäß ist auch eine schräg(-rechts) oder schräglinks gespindelte Form möglich, ansonsten gelten hier dieselben Regeln, die bei der Raute beschrieben sind.
Die Spindel kann im Wappen einzeln oder in einer größeren Anzahl vorkommen. Findet sich eine Spindel im Wappen ohne Berührung von Teilungslinien oder Wappenrand, stellt es eine gemeine Figur dar. Die Figur kann durch Farbe in verwechselter Tingierung in Längsrichtung oder Querrichtung geteilt sein und muss dann auch so beschrieben werden.

## Weberschiffchen und Garnrolle

Garnrollen, aufrecht gestellt, in Glattbach DE

Garnspule im Wappen von Nattheim DE

Spindeln sollen gelegentlich die aus der Weberei bekannten Weberschiffchen des Webstuhls (die durch die Kettfäden geschossen wird) oder die Garnrolle des Spinnrads symbolisieren. In diesen Fällen wird die natürliche Darstellung bevorzugt.

## Beispiele

Weberschiffchen, naturalistisch (redend: Tuchenbach DE)
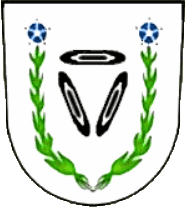
Drei Webschützen in Dreiecksform (Großhartmannsdorf DE)
Zwei gekreuzte Webschützen (Großschönau DE)
Zwei gekreuzte Spindeln (Albstadt-Pfeffingen DE)
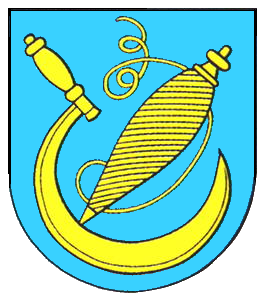
Spindel (Lichtenstein-Unterhausen DE)
Spindel verweist auf die in Seifhennersdorf DE bedeutsame Textilindustrie
„vorne in Silber drei senkrecht stehende, durchgehende blaue Rauten“,[1] durch die Anordnung bedingt als Spindeln ausgeführt (Pfaffing DE)
Oben Fensterrauten, unten Spindeln (Loudéac FR)
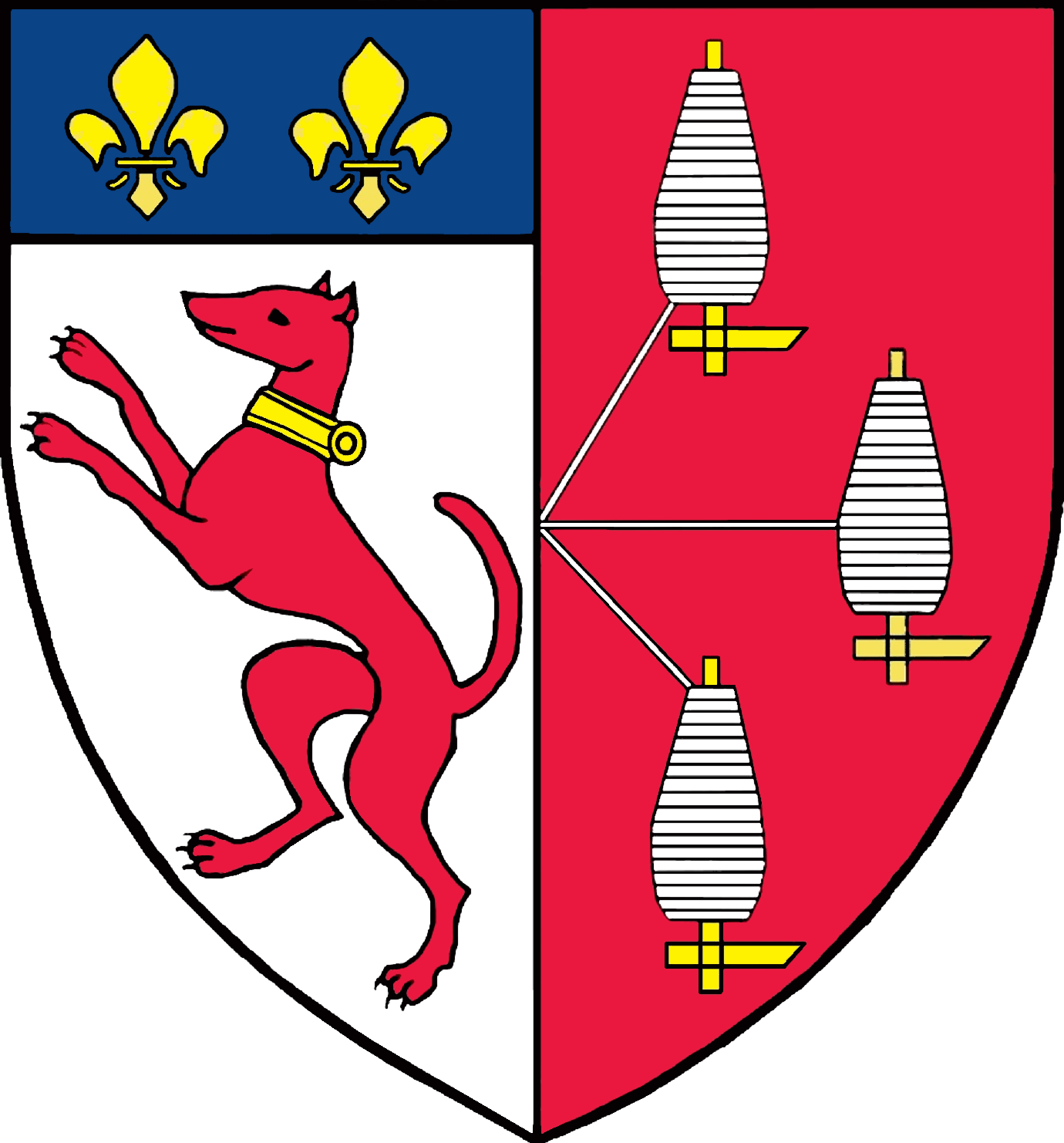
Spindeln im Wappen von Teesdorf AT